# Штрајф
Штрајф је ски стаза изнад Кицбила у Аустрији, а од 1937. године овде се одржава међународна Ханенкам трка.
Сматра се једном од најтежих и најопаснијих скијашких стаза на свету. Спуст и Супер-Г, спадају у најзахтевније ски трке и одржавају се управо на Штрајфу.
Када нема трка, Штрајф је доступан свим скијашима. Породична Стаза на Штрајфу означена је црвеном бојом и заобилази три најтежа дела стазе.

## Рута
Почетак стазе је на 1665 метара надморске висине. Са нагибом од 50%, Штрајф има најстрмији стартни хитац у Светском скијашком купу. Тркач обично достигне брзину од 60 km/h за три секунде.
Са првим скоком прелази у траг миша. То је најстрмији део стазе и има нагиб он 85%. тркачи у овом делу могу да скоче и до 60 метара. Након тога тркач улази у замку за миша, при чему се на кратко излаже сили десет пута већој од нјегове тежине.
На крају стрмог нагиба излаз је једна од кључних тачака у којој се често доноси одлука о победи или губитку. Овде је важно имати што већу брзину зато што се улази у релативно раван део стазе.
Укупна дужина спуста је 3312 метара, просечни нагиб је 27%.
Супер-Г се одржава сваке године од 1999. тада је старт био на улазу у Алте Сцхнеице. У следећим годинама трка је започета од Стреифалма. У периоду од 2008. до 2010. године, Супер-Г је поново покренуо Алте Сцхнеице. 2018. годие је Хахненкам, Супер-Г трка стартована право из Мишје трке и претрчао се класичним спустом до Оберхаусберга, где се налазио циљ.
Део стазе који се користи за Супер-Г трку је дугачак 2150 метара, а просечни нагиб је 24%

## Историја
Први пут се на Штрајфу такмичило у скијању 1937. године, победник је био Тадаус Швабл са временом од 3: 53,1 минута. Затим 1997. године Аустријанац Фриц Штробл постигао је тренутни рекорд стазе са временом од 1: 51,58 минута (просечна брзина: 107 км / х).
Стаза Ханенкам морала је да се поништи неколико пута због временских услова (1938, 1964, 1988, 1993, 2005, 2007) или да се скрати (1995, 2000, 2003, 2006, 2008, 2012, 2015, 2016). У 1972, 1998. и 2014. трке су се одвијале на модификованој стази: Уместо преко локалне планине, скијало се преко Горњег Ганшлерна.
Било је и неких зима у којима се одустало од Штрајфа; У статистици се такве трке не сматрају трком Ханенкам, већ „додатном трком“, баш као и трке у спринту које су одржане у две рунде од 1997. до 1999. године, дан пре трчања у Ханенкаму. Супер-Г, трка у којој се први пут учествовало на Штрајфу 1995. и од 2000. године, такође се сматра додатном трком.
Због тога постоје неки тркачи који су могли да победе на две трке на Штрајфу у једном тркачком викенду - Ханенкам трка и додатна трка: Криштан Правда (1951), Карл Шранц (1972), Јозеф Валчер (1978), Пирмин Цурбриген (1985) ), Питер Виншбергер (1986), Франц Хаинцер (1992) и Лик Алфан (1995).
Спуштање стазом Ханенкам прати између 40.000 и 50.000 гледалаца на циљној стази и на самом стадиону. Такође на церемонији доделе вече на дан одласка, неколико хиљада гледалаца сваке године прослави најбољих шест скијаша спуста.
Спектакуларан, али није био намењен, био је пад италијанског скијаша Пјетра Виталинија са трасе у Хаусберканте-у, који је остао неповређен захваљујући гомили свежег снега; он је у другом спусту одржаном истог дана, коначно завршио на петом месту.
Штрајф вертикални успон одвија се од 2011. године. На овом догађају се мора савладати оригинална трка за спуштање Светског купа одоздо према горе чистом мишићном снагом. Бесплатан избор материјала (нпр. Ципеле са шпицом, скије за турнеју итд.) У комбинацији са одржавањем трке у мраку чине ову трку у овом тренутку јединственом. Рекорд курса је 30: 29,1 минута, који држи Кристијан Хофман.

## Победници

### Спуст
Победили 5 пута:
- Дидје Киш (1998, 2008, 2010, 2011, 2012), 4 × Хахненкамм спуст, 1 додатна трка (1998)

Победили 4 пута:
- Франц Кламер (1975, 1976, 1977, 1984), 4 × Хахненкамм спуст
- Карл Шранц (1966, 1969, 1972 × 2), 3 × Хахненкамм спуст, 1 додатна трка (1972)

Победили 3 puta:
- Кристијан Правда (1951 × 2, 1954), 2 × Хахненкамм спуst, 1 додатна трка (1951)
- Пирмин Цурбриген (1985 × 2, 1987), 2 × Хахненкамм спуст, 1 додатна трка (1985)
- Франц Хајнзер (1991, 1992 × 2), 2 × Хахненкамм спуст, 1 додатна трка (1992)
- Луц Алпханд (1995 × 2, 1997), 1 × Хахненкамм спуст, 2 додатне трке (1995, 1997)
- Доминик Париз (2013, 2017, 2019)

Победили 2 пута:
- Скуидвард Сцхвабл (1937, 1946)
- Андреас Молтерер (1955, 1958)
- Тони Саилер (1956, 1957)
- Роланд Цолломбин (1973, 1974)
- Јосеф Валцхер (1978 × 2 - спуштање Хахненкамм + додатна трка)
- Сепп Ферстл (1978, 1979)
- Стеве Подборски (1981, 1982)
- Петер Вирнсбергер (1986 × 2 - спуштање Хахненкамм + додатна трка)
- Гунтхер Мадер (1995. додатне трке, спуштање Хахненкамм 1996)
- Фритз Стробл (1997, 2000)
- Лассе Кјус (1999, 2004 - додатне трке)
- Степхан Еберхартер (2002, 2004)

Победили 1 пут:
- Карл Феик (1947)
- Хеллмут Лантсцхнер (1948)
- Егон Сцхопф (1949)
- Фритз Хубер јун (1950)
- Бернхард Перрен (1953)
- Будди Вернер (1959)
- Адриен Дувиллард (1960)
- Гуи Периллат (1961)
- Вили Форер (1962)
- Егон Зиммерманн (1963)
- Лудвиг Леитнер (1965)
- Јеан-Цлауде Килли (1967)
- Герхард Неннинг (1968)
- Думенг Ђованоли (1970 РТЛ)
- Кен Реад (1980)
- Тод Брукер (1983)
- Бруно Кернен (1983 - додатне трке)
- Даниел Махрер (1989)
- Марк Гирардели (1989 - додатне трке)
- Атле Скардал (1990. - 1. спринт спуст)
- Патрик Ортлиеб (1994)
- Кристиан Гхедина (1998)
- Ханс Кнаус (1999)
- Херман Маиер (2001)
- Дарон Рахлвес (2003)
- Михаел Валцхофер (2006)
- Дидиер Дефаго (2009)
- Ханнес Реицхелт (2014)
- Кјетил Јансруд (2015)
- Петер Филл (2016)
- Томас Дресен (2018)
- Матиас Маиер (2020)

### Супер-Г
Победили 5 пута:
- Херманн Мајер (прво место: 2000, 2001, 2003, 2005, 2006, друго место: 2004, 2008)

Победили 3 пута:
- Аксел Лунд Свиндал (2013, 2016, 2018)

Победили 1 пут:
- Гунтхер Мадер (1995)
- Степхан Еберхартер (2002)
- Дарон Рахлвес (2004)
- Марцо Буцхел (2008)
- Клаус Кролл (2009)
- Дидје Киш (2010)
- Ивица Костелић (2011)
- Дидиер Дефаго (2014)
- Доминик Париз (2015)
- Маттхиас Маиер (2017)
- Јосеф Ферстл (2019)
- Кјетил Јансруд (2020)

## Тешки падови
Штрајф се сматра једним од најопаснијих тркачких стазама на свету. Многобројни озбиљни падови то доказују.
- 11. јануара 1985.: Немачки тркач у спусту Клаус Гатерманн изгубио је контролу када је прескочио планински гребен и пао. Сломио је нос и задобио снажан потрес мозга. На крају ово је ѕначило крај његове каријере.
- 23. јануара 1987: Канађанин Тод Брокер срушио се на самом крају стазе. Победник Китцбила 1983. године доживео је потрес мозга, сломљен нос, повреде лица и повреде колена. Каријеру је окончао на крају сезоне.
- 14. јануара 1989. сународњак Брокерс-а Бриан Стемле срушио се у мрежу на излазу са стрмог падина и тада је био у смртној опасности. Претрпеo је карличну деструкцију, данима је био на одељењу интензивне неге. Стемле је тужио скијашки клуб и добио парницу. Вратио се у Штрајф годинама касније, али каријеру је прекинуо након другог пада у Китцбилу 1999. године.
- 9. јануара 1991.: Американац Бил Худсон претрпео је тежак пад. Прелом четвртог торакалног краљешка и повреде плућа.
- 14. јануара 1995.: Италијански Пиетро Виталини изгубио је контролу над трасом и пао је низ падину преко сигурносне мреже, преврћући се неколико пута. Такође због сњежних дана остао је неоштећен и на другом спусту је завршио пети.
- 10. јануара 1996.: Неколико тркача као што су Андреас Сцхиферер, Пепи Стробл или Ласе Кјус срушили су се током тренинга.
- 23. јануара 1998.: Аустријски Роланд Асингер срушио се у другој трци спринта и притом ѕадобио тешкр повреде рамена и ребра. Одведен је у болницу.
- 21. јануара 1999. : Патрицк Ортлиеб претрпео је прелом десног бедара када је пао на ивицу локалне планине . Повредио је кук и колено. Прерано је ѕавршио каријеру олумпијског шампиона.
- 20. јануара 2005.: Аустријанац Тхомас Грагабер сломио је ребро и задобио тешке повреде рамена и плућа током пада на тренингу, што је означило крај његове каријере.
- 16. јануара 2008.: Током пада на тренингу, Андреас Будер претрпео је прелом главе десне голенице. Морао је да паузира шест месеци. Аустријанац се од тога заправо није опоравио и каријеру је завршио у јануару 2011. године.
- 19. јануара 2008.: Сцот Мацартнеи срушио се у мету и задобио трауматичне повреде мозга. Међутим, након што је стављен у вештачку кому, брзо се опоравио и могао је да напусти болницу након три дана. Преживео је пад без повреда костију, али претрпео је бројне огреботине.У новембру 2008, он је направио свој повратак у спусту у Лаке Лоуисе, али је сада дао оставку.
- 22. јануара 2009. године: Током завршног тренинга, Даниел Албрецхт је пао док је скакао и остао је без свести. Пребачен је у најближу болницу у Ст. Јоханну и коначно је пребачен у Универзитетску клинику Иннсбруцк. Задобио је трауматичну повреду мозга и здробљена плућа. После више од три и по недеље, пробудио се 12. фебруара из коме и пребачен је у Инселспитал Берн на рехабилитацију. Двадесет и два месеца касније вратио се на Светски куп у децембру 2010.
- 20. јануара 2011. : Ханс Гругер изгубио је контролу током тренинга, срушио се на падину леђима и остао непомичан. Претрпео је тешке повреде главе и грудног коша. Хитно је пребачен на универзитетску клинику у Инзбруку. Брзо је био оперисан и убачен у вештачку кому. Постојала је опасност по живот.
- 22. јануар 2011. : Сиегмар Клотз тешко је пао и задобио прелом зглоб и потрес мозга.
- 26. јануара 2013. : Петер Фил[мртва веза] ухватио се у цераду након стрме падине и преврнуо се. Није био озбиљније повређен.
- 23. јануара 2016. : Три озбиљна пада (Георг Стреитбергер, Аксел Лунд Свиндал и Ханес Реицхелт).Трка спуста отказана је након 30. тркача због смањене видљивости терена.